# Douglas X-3 Stiletto
Douglas X-3 Stiletto là một loại máy bay phản lực thử nghiệm của Hoa Kỳ trong thập niên 1950, do Douglas Aircraft Company chế tạo. Nhiệm vụ chính của nó là nghiên cứu các đặc tính thiết kế của một máy bay nhằm phù hợp với vận tốc siêu thanh, bao gồm cả khung thân làm bằng titanium. Douglas thiết kế X-3 với mục tiêu đạt vận tốc cực đại xấp xỉ 2.000 m.p.h, tuy nhiên thực tế máy bay chỉ có thể đạt được Mach 1.

## Tính năng kỹ chiến thuật (X-3)
Đặc điểm tổng quát
- Tổ lái: 1
- Chiều dài: 66 ft 9 in (20,3 m)
- Sải cánh: 22 ft 8 in (6,9 m)
- Chiều cao: 12 ft 6 in (3,8 m)
- Diện tích cánh: 166,5 ft² (15,47 m²)
- Trọng lượng rỗng: 16.120 lb (7.310 kg)
- Trọng lượng cất cánh tối đa: 23.840 lb (10.810 kg)
- Động cơ: 2 × Westinghouse J34 kiểu turbojet, 3.370 lbf, 4.850 lbf với đốt tăng lực (15.0 kN, 21,6 kN với đốt tăng lực) mỗi chiếc

 Hiệu suất bay 
- Vận tốc cực đại: 700 mph (1.125 km/h)
- Tầm bay: 497 mi (800 km)
- Trần bay: 38.000 ft (11.600 m)
- Lực đẩy/trọng lượng: 0,40